# Улица вожда Карађорђа (Ниш)
Улица Вожда Карађорђа у Нишу једна је од централних градских саобраћајница, настала на траси Римског пута Виа Милитарис, касније Царског друма, у доба Османлијске владавине, која се пружа од данашњег Трга краља Милана (Трга ослобођења) до раскрснице са улицом Војводе Мишића, где се наставља у Булевар др Зорана Ђинђића.

## Називи улице
Виа Милитарис (у античком периоду) • Пиротски сокак и Улица Стамбол капија (у периоду владавине Османлија) • Карађорђева улица (у Краљевини Србији) • Вождова улица (у Краљевини Југославији). Улица „Вожда Карађорђа“ (након Другог светског рата и до данас).
Данас су код Нишлија у паралелној употреби називи „Вождова“ и „Вожда Карађорђа“. И на приватним и на државним зградама и данас постоје табле са оба назива. Тако нпр. на згради Главне поште 1, на задњем улазу на истом зиду једна изнад друге стоје две табле са називом улице: „Вожда Карађорђа“, и „Вождова“.

## Историја
Историјско-насељске претпоставке о датуму настанка Трга краља Милана (Трга ослобођења) на левој обали Нишаве, код моста испред главног улаза у древну Нишку тврђаву, настала је раскрснице путева који су се од овог простора рачвали према Подунављу, Цариграду, Солуну и Скадру, а које се формирала најврероватније у постаничком, или можда већ у античком периоду, а наставила да се развија у феудалној Србији и током 500 година за време владавине Османлија, једна од главних саобраћајних артерија Ниша, данас позната као улица Вожда Карађорђа.
Најранији писани податак о простору на којем се данас простире Трг краља Милана (Трг ослобођења) и ова стратешки важна раскрсница, пружа Запис Алберта Ахенског О Крсташима Петра Пустињака и њиховом проласку кроз Нишу јула 1096. године. У том запису, који је део ширег текста о угарско-византијским односима с краја 11. века, поред осталог, он је највероватниј описао данашњи главни градски Тг Ослобођења:
| „ | Прешавши преко моста (П. Пустињак са војском), се улогори на пространој зеленој ливади на левој обали реке (Нишаве). | ” |

Тако је од раскршћа у централном делу Ниша, из дела Виа Милитарис-а а касније Цариградског друма, који се долазећи из правца Београда одвајао ка истоку за Цариград, у 17. веку изграђен Пиротски сокак, данас улица Вожда Карађорђа.
Први објекти који се крајем 15. века спомињу на супротној, левој обали Нишаве били су воденица (ниже моста на Нишави) и Хамам, Мехмед-бега (на месту данашње књижаре „Светлост“). Први дућани заметак Нишке чаршије и први стамбени објекти који се помињу на левој обали Нишаве су из 16. века. У 16. или 17. веку око Пиротског сокака развијала се „Стамбол капија“ мала, једна од 13 градских насобина (махала), на утрини источно од јарка (који је одводио површинску воду са градских улица у Нишаву) са данашњег Синђелићевог трга и околног простора.
Термин за овај кварт Ниша, по коме је и Пиротски сокак преименован у улица „Стамбол капија“, после ослобођења од Османлија, 1878. године, још неколико деценија био је у употреби, а затим у првим деценијама двадесетог века почео је прво да се не користи, а између два светска рата скоро потпуно је нестао из употребе.
Пиротски сокак била је једна од првих улица у гарду која је након 1878. године исправљена, проширена и изграђена према поставкама Винтеровог план за регулацију Ниша. Улица је регулисана, насута, калдрмисана и, за оно време, добила је велику ширину.
Од времена настанка у 17. века, у овој улици изграђене су бројне грађевине од којих је најстарија, и једина сачувана, приземна беговска кућа са доксатом, данас позната као кућа Мишићевих из 1840. године.
У времена Османлија у овој улици почео ја, а наставио до дана, да се гради читав низ грађевина оријенталне, класицистичке а касније модерне и постмодерне, и на крају савремен архитектуре. Куће од трошног материјала настале пре 19. века, све више су замениле оне габаритније, вишеспратне како и приличи једној од централних улица Ниша који је све више растао, развијо се и мењао визуелни идентитет.
- Изглед источног дела данашње улице Вожда Карађорђа, из 1922. године и западног дела из 1940-их, на коме се види трамвајска инфраструктура

### Вождова између два светска рата
Кроз улицу су некада је пролазили трамваји, и стварали „препознатљиву буку“ превозећи грађане, од главне железничке станице до Нишке Бање. Било је то у периоду од 1930. до 1958. године. Трамвај је, 28 година у Нишу био, прво симбол средње класе, грађанског друштва, поштене интелигенције, а после рата и обичног народ. Трамвај, чија су шине (једног колосака) пролазила уз њен јужни тротоар, на брежуљку одвојеном од коловоза, са две саобраћајне траке обложеног гранитном коцком, остаће међу нишлијама запамћен као симбол једног другачијег Ниша, гостпоственијег, романтичнијег, боемскијег. Данас је трамвај у Нишу само сећање, на једно прошло време, које покреће многе активности нишлија за његово обнављање (према анкети Машинског факултета, на узорку од 3.000 Нишлија, њих 88,6% сматра да се трамваји требају врати на улице Ниша.

### Вождова по завршетку Другог светског рата
Након три године, шест месеци и четири дана немачке и бугарске окупације, Ниш је коначно ослобођен, 14. октобра 1944. године у 14 часова. Према сећању савременика догађаја, бугарске и совјетске снаге спојиле су се у центру Ниша у Вождовој улици код хотела „Оријент“. (данас се на том месту налази хотелу Амбасадор). Затим су почели да излазе и први грађани и прве Нишлије, радознало посматрајући тенкове, камионе и моторна возила. Бугарски војници су викали: „Совјетски војници су са нама!“ Тога дана у Вождовој улици смаштена је 10. бригада НОВЈ у згради Мушке гимназије (данас зграда гимназије Стеван Сремац и Бора Станковић), а Штаб 22. дивизије у згради ОШ Вожд Карађорђе.
Наредних дана у неколико наврата Вождовом улицом свечано су продефиловале војне јединице на коњима у пратњи савезничких страних мисија.
- Вождова у првој години (1944) по ослобођењу Ниша у Другом светском рату
- Долазак оперативних команданата Црвене армије испред хотела „Оријент“ у Вождовој улици у Нишу
- Улазак бораца 22. дивизије НОВЈ у Ниш и марш Вождовом улицом ка Вождовој школи где је био смештен штаб по ослобођењу

Када су јединице НОВЈ, Црвене армије и бугарске Отечественофронтовске армије 14. октобра 1944. године
продрле у Ниш, у Вождовој улици електричне инсталације биле су покидане, водоводна мрежа у квару, доста зграда оштећено трамвајска пруга уништена. Успостављена нова народна (револуционарна) власт, издала је наређења за функционисање свакодневног живота. У Вождовој улици су отворени хотели, трговачке, угоститељске и занатске радње, успостављен је трамвајски саобраћај.
Позориште у Вождовој улици је свој редован рад почело 28. октобра 1944. године. Од првих дана ослобођења његова сала је коришћена за разне конференције и договоре и као сцена за наступ културно-просветне групе при Главном штабу за Србију.

### Вождова после Другог светског рата
Садамдесетих година 20. века између 18 и 22 часа, Вождова улици је била место окупља младих који су у њој „откруживали своје“ девојачке и момачке дана на корзоу и тражили да упознају љубав свог живота. Девојчице кружно шетајући од зграде Главне поште до хотела Амбасадор, руку под руку показивале су своју нову гардаробу, а момци који су стајали са стране на ивичњаку, пушили су и добацивали, пре него би кренули у међусобно упознавање и љубавну авантуру. Кажу да је тих година неколико странца који су отсели у хотелу Ниш, лоцираног у центру збивања на корзоу, питали шефа рецепција - о каквим се то демонстрацијама ради.

## Значајни објекти изграђени у 19. веку
Од објеката у улица Вожда Карађорђа у Нишу, године 1882., наведени су следећи, значајнији:
Хотел „Европа“
Ова гостионица (хотел), која је била један од првосаграћених грађевима европског стила градње у ослобођеном Нишу, налазила се на западном почетку улице са њене северне стране.
Хотел „Европа” као једноспратна грађевина, са великом летњом баштом била је једна од првосаграћених грађевима европског стила градње у ослобођеном Нишу, на западном крају улице са њене северне стране у тадашњој Пиротској улици, на углу улица Страхињића Бана и Вождова Карађорђа, преко пута хотела Екселент. Изграђен је, само годину дана по ослобођењу Ниша од Османлијског царства, 1879. године.
Хотел је био један од угледнијих у Нишу првих неколико деценија постојања с краја 19 и у првој половини 20. века, о чему говори и чињеница да су у њему обедовали, за време Великог рата, када је Ниш био ратна престоница Краљевине Србије, председник владе (Никола Пашић), министри и дипломатски кор са породицама.
Хотел је више пута од 1879—1958. године када је срушен, више пута преправљан и дозидаван. После Другог светског рата извесно време коришћена је као биоскоп, прво под називом „Кино Европа“ а онда „Кино Јастребац“, који је имао и летњи биоскоп у башти некадашњег хотела. Порушен је 1958. као биоскоп „Јастребац”, у склопу новог просторног плана Ниша и захтева за проширења Главне нишке поште. На месту „Европе”, уместо хотела и биоскопа данас се налази ново здање управе нишке поште.
Купатило
Градско купатило, налазило се на југоисточном углу, данашњих улица Вожда Карађорђа и Синђелићеве.
Џамија
Џамија у Пиротском сокаку налазила се на данашњем Синђелићевом тргу наспрам турског купатила. Први пут се помиње од 1775. године,
под називима; Ризаија, Алаџа, Фукара, „Шарена“ и „Сиротињска“ џамија.
Остало је забележено да су нишки муслимани марта 1727. године представком молили султана да, због повећања броја званичника у Нишу, подигне још џамија. Ова молба је услишена подизањем ове џемије.
Како је после ослобођења Ниша џамија била у лошем грађевинском стању, она је доживела судбину између тринаест и петнаест исламских богомоља, од којих је прву годину српске власти преживело само три, међу којима је била Ризаија. Вишевековна доминација и нарочита репресија у последњем веку османске власти, код грађана Ниша оставила је снажан траг у свести, за које је свака грађевина из тог периода била страшни подсетник на прошлост. Ту прошлост рушењем џамија требало је обрисати из колективног сећања нишлија.
Ислахана
Ислахану у Нишу, двоспратну зграду-интернат, изгадилила је Нишка општина, на свом плацу, површине 11.785 m², у источном делу улицe „Вожда Карађорђа“ (популарно званој „Вождова“). Ова занатска школа, тј. „Двоспратни интернат" за шегрте“, имао је 31 собу и 7 спаваоница и била је практично прва јавна радионица у Нишу.
Ислахана је према предању саграђена и издржавана о трошку општине из средстава добијених од локалних пореза, и донација, на основу реформаторских идеја Мидхад-паше (уједно и једног од главних донатора). Због несташице новца у општинској каси, за одржавање школе често је прикупљана и материјална помоћ.
Како је писао „Видовдан“, Ислахана је је имала 1867. године 120 ученика, а према вилајетском листу „Дунав“ 1868. године четири разреда и 179 ученика.
Штићеници ове школе пре подне су ишли у школу, а поподне, под надзором мајстора, изучавали су занат (терзијски, обућарски или кожарски). У једној хроници наведен је податак да је централна Вилајетска управа послала овој школи два, а средњој (Руждији) 3 комплета (по четири књиге у једном комплету) „Историје Османског царства“ познатог турског државника и историчара Џевдета-паше.
Ислахана је више пута мењала своју намену. Прво је била „Васпитни дом“, потом „Занатски дом за школовање занатлија“, а пред ослобођење и извесно време по ослобођењу Ниша од Турака (1877 — 1890. године ратна болница, а потом и део Велике војне болнице у Нишу, намењена за лечење рањених и оболелих Турака.
Ислахана је 1890. године, након смрти краља Милана Обреновића, због оронулости и инфестације објекта глодарима и бројним другим заразама, доживела тужан крај. Зграда је због лошег грађевинског стања, склона паду и „енормно напаћене гамади спаљена“. На том месту данас се налази Прва нишка гимназија „Стеван Сремац“.
Турско гробље
На северној страни у источном делу улице Стамбол капија, почев од ислахана па до њеног краја налазило се турско гробље на коме је касније изграђена основна школа „Вожд Карађорђе“.
Кућа Мишићевих
Један од последњих стамбених кућа, која је у време ослобођења од Турака пронађене на подручју „иза јарак“ (данашња улица система: Филип Кљаић, Синђелићев трг, пети Конгрес), била је тзв Кућа Мишићевих, која се под овим именом води у Институт за заштиту споменика културе у Нишу. Ова турска кућа, коју је од Шемзи хануме откупио нишки трговац Ђока Мишић, изграђен је око 1840. као кућа за становање.
Кућа Мишићевих у Нишу једна је од приватних кућа за становање из 19. века, лоцирана у ужем градском језгру. Данас, и поред тог што и даље служи својој намени, она је споменика културе и народног градитељства, изузетне историјске, архитектонске и ликовне вредности, и један од значајнијих објеката балканске архитектуре оријенталног типа у Нишу. Она је једна од последњих стамбених кућа која је у време ослобођења Ниша од Османлија 1978. године, затечена у простору „иза јарка“ (данашњи систем улица: Филип Кљаић, Синђелићев трг, Николе Пашића), која и данас као једина у улици Вожда Карађорђа пркосно постоји (у мећупростору између Палате правде и Гимназије).
Подигнута је око 1840. године као стамбена кућа. Кућу је после ослобођења од власнице Шемзи-хануме откупио нишки трговац Ђока Мишић, и зато се она под његовим презименом и води у Заводу за заштиту споменика културе у Нишу.

## Значајни објекти изграђени у 20. веку
Прва нишка гимназија Стеван Сремац
Као најстарија гимназија у Нишу, основана је 27. септембра 1878. године, указом кнеза Милана Обреновића. Своју образовно-васпитну делатност гимназија је започела десет месеци након ослобођења Ниша од Турака, 1. октобра 1878. Најпре у скромним условима једне приветне куће, а потом у новоизграђеном објекту у коме се и данас налази, у истом простору заједно са гимназијом „Бора Станковић“. У част Стевана Сремца, који је од 25. септембра 1879. до 1890. године, обављао дужност предавача, гимназија носи његово име од школске 1951/1952. године.
Како ни на почетку 20. века гимназија није имала своју зграду, већ се настава изводила у приватним кућама и другим наменским зградама, на конференцији грађана Ниша одржаној 6. септембра 1903. у бившем хотелу „Европа“, донета је одлука да се изгради нова зграда гимназије. Као простор за зграду одређен је плац на коме се налазила Митхад-пашина занатска школа (Ислахана) у улици Стамбол капија, данас Вожда Карађорђа. Темељ зграде освешћен је 1912. а радови на згради извођени су од 1912. до 1914, када су након избијања Првог светског рата привремено прекинути.
Због лоших послератних услова у згради гимназије 5. септембра 1920. дошло је до пожара у коме је изгорело све осим зидова. После пожара једно време гимназија није радила да би потом наставила наставу прво у згради суседне основне школе „Вожд Карађорђе“, затим од фебруара 1921. у гардијској касарни, све до потпуног оспособљавања гимназијске зграде у Вождовој 27, 1922. године, у којој се гимназија и данас налази.
Основна школа „Вожд Карађорђе”
Зграда Основне школе „Вожд Карађорђе” једна од три најстарије школске зграда основних школа у Нишу, основана je 5. новембра 1889. године. Своју образовно-васпитну делатност започела је једанаест година након ослобођења Ниша од Турака (11. јануара 1878), када је требало отклонити негативно наслеђе из турског периода и ухватити корак са савременим токовима културе и просвете.
Најпре у једноспратној једноспратној грађевини, која је пред почетак Другог светског рата надзидана, у ондашњој улици Стамбол капија, данас улици Вождовој, школа ради, са прекидиме од неколико месеци до неколико година у време Првог и Другог светског рата, поплаве из 1948. и НАТО агресије на СРЈ, више од 120 година.
Школска зграда 1936/37 године, је надзидана за још један спрат и добила фискултурну салу, која је коришћена и за потребе Соколског друштва. Број учионица се тако повећао за дупло (са 11 на 22).
Зграда Среског начелства
Зграда Среског начелства у Нишу, данас Зграда правде, угаоно је здање у чистој сецесији, и једнa од првих велелелепних грађевина с почетка 20. века, која је са источне стране уоквирла и дала данашњи изглед Синђелићевом тргу, једном од централних архитектонских целина у Нишу.
Не зна се ко је зграду пројектовао, али се зна да је грађевинске радове извео предузимач Милан Стефановић из Ниша. Зграда је изграђена у чистој сецесији. Објекат, са приземљем и спратом, пространа је угаона грађевина разуђене основа са сатном кулом (и часовницима на све четири стране), наслоњеној на засеченом углу зграде. Чеони делови здања, ове разуђене зграде са приземљем и спратом, су димензија 31,25 и 72,10 метара.
Кроз три лучна отвора на трему сатне куле, а потом кроз масивна лепо украшена двокрилна врата од пуног дрвета, улази се кроз главни улаз у зграду. Потом се у унутрашњости зграде, из осовине угаоног улаза и пространог вестибила одвајају се репрезентативна степеништа са три крака. Овај улаз представљала добро проучено и „чисто решење“ великог програма који је примеиван код оваквих објеката.
Са спољне стране фасада здања изведена је у китњастој сецесији са декоративним површинама обрађеним геометријским и вегетабилним орнаментима, у фризу испод кровова и на широким лизенама. Ризалити на фасадама са „испадима“ од преко једног метра оживљавају целу композицију и дају здању монументаланост, коме још више доприноси и угаона сатна кула са својим пирамидалним завршетком и громограмским стубом на врху. Године 1937. на згради је дограђено крило, а 1957. још један спрат, тако да је изглед фасада поједностављена, уништавањем целокупне сецесијске декорација.
Касније је зграда служила као Окружни и Срески суд, а данас је Палата правде.
Деведесетих година 20. века, на захтев Завода за заштиту споменика културе из Ниша, која је објекат прогласила култирним добром, згради је вераћена сва сецесијска декорација.
Зграда главне поште
Зграда је подигнута 1931. године за потребе филијале београдске Хипотекарне банке, на углу улица Орловића Павла и Вождове 13. У њој је Филијала Државне хипотекарне банке у Нишу основана је 1930. године. Интерес за банкарским кредитнма у то време веома је растао у Нишу. Задуживали су се, нарочито код Хипотекарне банке, нишки индустријалци и трговци, али и занатлије и сељаци. То је био и основни разлог изградње ове банке у Нишу. Јер, једанаест тада постојећих нишких банака није могло задовољити захтеве за великим кредитима који су тражени. Стога је већ у лето 1931. године банка била завршена.
3града Хипотекарне банке, сада Поште, грађена је у стилу француске школе, и академизма. Постављена је угаоно са полукружним степеништем и великим улазним вратима, изнад којих је рељефна композиција са фигурама жена, а изнад ње у висини спрата, по читавом угаоном делу постављене су четири фигуре мушкараца, у природној величини, као симболи банчиних улагача и позајмљивача. На овом угаоном делу су и венци фасадне пластике и пиластри са канелурама. Бочни делови зграде, са прозорским отворима, немају изразиту декорацију на фасадама. Пространа сала у приземљу, са стубовима и детаљима ентеријера, сва у мермеру, користи се за шалтерску службу и представља репрезентативно архитектонско остварење.

## Галерија
- Улица Вожда Карађорђа 2023.